# WHITE BREATH
《WHITE BREATH》是T.M.Revolution在1997年10月12日发行的单曲。为自身的第六张单曲。唱片由日本索尼音乐娱乐(Epic Records Japan)代理發行。

## 概要
- T.M.Revolution的首张，并且也是到现在为止的单曲中唯一的百万销量唱片。
- 主打歌是以“冬天”为主题的歌曲。PV是冬天的气氛，而西川则是“赤裸的上半身只有夹克+领带”的形象。另外，CD封面采用的也是这种造型的照片。
- 《UNDER:COVER》人气投票中，《WHITE BREATH》为第7位、《OH! MY GIRL,OH MY GOD!》则为第44位。
- T.M.R在1997年、以及2005年的《NHK紅白歌合戦》中演绎了这首歌曲。（2005年为《UNDER:COVER》版本）。另外，2005年决定红白出场歌手时的参考资料了《喜欢的歌〜红白观众问卷〜》中，这首歌获得第14位。在1997年的《NHK紅白歌合戦》中的造型是1998年的生肖“虎”。
- 初发行时是8cm CD的规格。2009年3月25日，该单曲以12cm CD规格再发行，并且以Blu-Spec CD的形式收录在该日发行的《T.M.REVOLUTION SINGLE COLLECTION 96-99 -GENESIS-》BOX中。

## 收录曲目
| CD       | CD                                     | CD       | CD       | CD       | CD    |
| 曲序     | 曲目                                   |          | 作曲     | 編曲     | 时长  |
| -------- | -------------------------------------- | -------- | -------- | -------- | ----- |
| 1.       | WHITE BREATH                           | 井上秋緒 | 浅倉大介 | 浅倉大介 | 4:00  |
| 2.       | OH! MY GIRL, OH MY GOD!                | 井上秋緒 | 浅倉大介 | 浅倉大介 | 4:06  |
| 3.       | WHITE BREATH（Original Backing Track） |          |          | 浅倉大介 | 3:57  |
| 总时长： | 总时长：                               | 总时长： | 总时长： | 总时长： | 12:04 |

## 收录专辑

### 原创专辑
- triple joker （#1 MORE FREEZE MIX、#2 MORNING SURPRISE MIX）

### 精选集
- B★E★S★T（#1）
- CDTV NO.1 HITS〜アゲウタ〜（#1）
- ROCK NIPPON 東海林のり子 Selection（#1 MORE FREEZE MIX）
- Winter Song（#1）
- The Complete Single Collection of T.M.Revolution 1000000000000 -billion-（#1）
- UNDER:COVER（#1）

### 混音专辑
- DISCORdanza Try My Remix 〜Single Collections（#1 Stone Cold P-Mix）
- J-POP DRIVING〜NON-STOP MIX by DJ KEN-ICHIRO（#1、歌曲长度缩短，与前后的歌曲相连接(Cross fade)）